# Tuscarora (Sprache)
Tuscarora (Eigenbezeichnung: Skarùrę) ist eine im US-Bundesstaat New York und der kanadischen Provinz Ontario gesprochene irokesische Sprache. Sie ist mit etwa 50 Sprechern in Kanada und nur drei Sprechern in den USA, die alle fortgeschrittenen Alters sind, beinahe ausgestorben. (Stand: Mitte 2017) In der jüngeren Vergangenheit wurde jedoch ein Revitalisierungsprogramm der Sprache gestartet, in dessen Rahmen Kinder die Sprache in der Schule lernen.

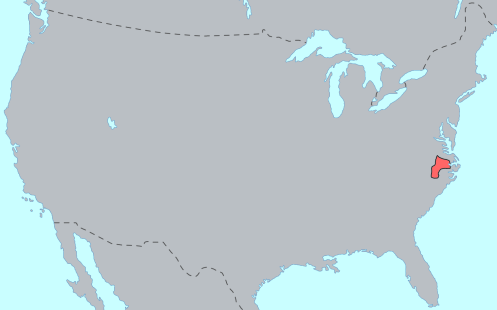
Verbreitung der Sprache vor Ankunft der Europäer

## Phonologie
Wie andere irokesische Sprachen auch, hat Tuscarora ein relativ kleines Phoneminventar:

### Vokale
|             | Vorne    | Zentral  | Hinten   |
|             | Oral     | Nasal    | Oral     |
| ----------- | -------- | -------- | -------- |
| Geschlossen | /i/ /iː/ |          | /u/ /uː/ |
| Halboffen   | /ɛ/ /ɛː/ | /ə̃/ /ə̃ː/ |          |
| Offen       | /a/ /aː/ |          |          |

### Konsonanten
|             | Dental | Alveolar | Palatal | Velar | Glottal |
| Plosiv      |        | /t/      | /ʧ/     | /k/   | /ʔ/     |
| Frikativ    | /θ/    | /s/      |         |       | /h/     |
| Nasal       |        | /n/      |         |       |         |
| Approximant |        |          | /j/     | /w/   |         |
| Liquid      |        | /r/      |         |       |         |

[g] und [d] existieren nur als allophonische Varianten von /k/ bzw. /t/ vor Vokalen.
Gegenüber dem überschaubaren Phoneminventar selbst gibt es aber komplexe morphophonologische Prozesse an den Morphemgrenzen.
Die Betonung fällt generell auf die Paenultima, d. h. die vorletzte Silbe der Wortform.

## Orthographie
/ə̃/ und /ə̃ː/ werden orthographisch durch <ę> bzw. <ę·> wiedergegeben, /ʧ/ durch <č>.

## Morphologie
Tuscarora ist -typisch für nordamerikanische Sprachen- eine polysynthetische Sprache. Solche Sprachen zeichnen sich durch eine hohe Anzahl von Morphemen pro Wort aus. Deshalb entspricht einem Wort im Tuscarora manchmal ein ganzer Satz in nicht-polysynthetischen Sprachen wie Deutsch, z. B. Tuscarora ęhskwanęhkwaʔčrę·tyęʔ = 'Du musst mir eine Medizin herstellen'
Im Bereich der Pronominalpräfixe weist die Sprache außerdem teilweise fusionale Züge auf.
So verbindet in oben genanntem Beispiel z. B. das Präfix -hsk- eine 2. Person Singular Agentiv mit einer 1. Person Singular Patientiv (vgl. Polypersonalität).

## „Syntax“
Aufgrund des polysynthetischen Sprachcharakters ist es sehr schwierig, phrasale Einheiten, die syntaktische Strukturen und damit Sätze im Sinn von europäischen Sprachen konstituieren würden, auszumachen. Die Wortstellung wird v. a. durch pragmatische Faktoren gesteuert.